# Kémbarátok
A Kémbarátok (eredeti cím: Intelligence) 2020 és 2023 között vetített brit szitkom, amelyet Nick Mohammed alkotott és írt. A főbb szerepekben David Schwimmer, Nick Mohammed, Jane Stanness, Sylvestra Le Touzel és Gana Bayarsaikhan látható.
Egyesült Királyságban 2020. február 21-én a Sky One, Magyarországon 2023. szeptember 11-én a Viasat 6 mutatta be.

## Ismertető
Egy NSA-ügynök megbízást kap, hogy összekötőként működjön a brit kormányzati kommunikációs központ kiberbűnözés elleni részlegénél, és hamar ellenszenvessé teszi az egység vezetőjét pimasz stílusával és azzal a hajlamával, hogy megpróbálja átvenni a hatalmat.

## Szereplők
| Szereplők           | Színész             | Magyar hang       |
| ------------------- | ------------------- | ----------------- |
| Jerry Bernstein     | David Schwimmer     | Galambos Péter    |
| Joseph Harries      | Nick Mohammed       | Hamvas Dániel     |
| Mary                | Jane Stanness       | Farkasinszky Edit |
| Christine Cranfield | Sylvestra Le Touzel | Kocsis Mariann    |
| Tuva Olsen          | Gana Bayarsaikhan   | Szabó Zselyke     |
| Evelyn              | Eliot Salt          | Hermann Lilla     |
| Quentin O'Higgins   | Oliver Birch        |                   |
| Uma                 | Lucy Ware           | Fábián Nikolett   |

### Magyar változat
- Magyar szöveg: Borsos Dávid
- Hangmérnök: Lang András
- Vágó: Győrösi Gabriella
- Gyártásvezető: Masoll Ildikó
- Szinkronrendező: Bárány Emese
- Produkciós vezető: Witzenleiter Kitti

A szinkront a Direct Dub Studios készítette el.

## Évados áttekintés
| Évad | Évad        | Epizódok    | Eredeti sugárzás  | Eredeti sugárzás | Eredeti adó | Magyar sugárzás      | Magyar sugárzás      | Magyar adó |
| Évad | Évad        | Epizódok    | Évadpremier       | Évadfinálé       | Eredeti adó | Évadpremier          | Évadfinálé           | Magyar adó |
| ---- | ----------- | ----------- | ----------------- | ---------------- | ----------- | -------------------- | -------------------- | ---------- |
|      | 1           | 6           | 2020. február 21. | 2020. március 6. | Sky One     | 2023. szeptember 11. | 2023. szeptember 18. | Viasat 6   |
|      | 2           | 6           | 2021. június 8.   | 2021. június 8.  | Sky One     | 2023. szeptember 19. | 2023. szeptember 26. | Viasat 6   |
|      | Különkiadás | Különkiadás | 2023. május 11.   | 2023. május 11.  | Sky One     |                      |                      |            |

## Epizódok

### 1. évad (2020)
| Sor. | Év. | Cím                 | Rendező     | Író           | Premier                                |
| ---- | --- | ------------------- | ----------- | ------------- | -------------------------------------- |
| 1.   | 1.  | 1. rész (Episode 1) | Matt Lipsey | Nick Mohammed | 2020. február 21. 2023. szeptember 11. |
| 2.   | 2.  | 2. rész (Episode 2) | Matt Lipsey | Nick Mohammed | 2020. február 21. 2023. szeptember 12. |
| 3.   | 3.  | 3. rész (Episode 3) | Matt Lipsey | Nick Mohammed | 2020. február 28. 2023. szeptember 13. |
| 4.   | 4.  | 4. rész (Episode 4) | Matt Lipsey | Nick Mohammed | 2020. február 28. 2023. szeptember 14. |
| 5.   | 5.  | 5. rész (Episode 5) | Matt Lipsey | Nick Mohammed | 2020. március 6. 2023. szeptember 15.  |
| 6.   | 6.  | 6. rész (Episode 6) | Matt Lipsey | Nick Mohammed | 2020. március 6. 2023. szeptember 18.  |

### 2. évad (2021)
| Sor. | Év. | Cím                 | Rendező     | Író           | Premier                              |
| ---- | --- | ------------------- | ----------- | ------------- | ------------------------------------ |
| 7.   | 1.  | 1. rész (Episode 1) | Matt Lipsey | Nick Mohammed | 2021. június 8. 2023. szeptember 19. |
| 8.   | 2.  | 2. rész (Episode 2) | Matt Lipsey | Nick Mohammed | 2021. június 8. 2023. szeptember 20. |
| 9.   | 3.  | 3. rész (Episode 3) | Matt Lipsey | Nick Mohammed | 2021. június 8. 2023. szeptember 21. |
| 10.  | 4.  | 4. rész (Episode 4) | Matt Lipsey | Nick Mohammed | 2021. június 8. 2023. szeptember 22. |
| 11.  | 5.  | 5. rész (Episode 5) | Matt Lipsey | Nick Mohammed | 2021. június 8. 2023. szeptember 25. |
| 12.  | 6.  | 6. rész (Episode 6) | Matt Lipsey | Nick Mohammed | 2021. június 8. 2023. szeptember 26. |

### Különkiadás (2023)
| Sor. | Év. | Cím                                   | Rendező     | Író           | Premier         |
| ---- | --- | ------------------------------------- | ----------- | ------------- | --------------- |
| 1.   | 1.  | Intelligence: A Special Agent Special | Matt Lipsey | Nick Mohammed | 2023. május 11. |